# Morne Plaine
Morne Plaine est un jeu d'histoire ou wargame qui simule des batailles de la Révolution et du Premier Empire et propose également des scénarios avec des batailles fictives. Le jeu se joue en ligne par navigateur web.
Le nom du jeu tient son origine d'un vers de la deuxième section du poème L'Expiation de Victor Hugo : Waterloo ! Waterloo ! Waterloo ! Morne plaine !

Le jeu étant codé sur Flash, l'abandon de cet outil par les principaux navigateurs web entraine l'impossibilité de jouer au jeu depuis le 1er janvier 2021.

## Scénarios historiques
- La bataille des Pyramides (1798)
- La bataille d'Austerlitz (1805)
- La bataille de Friedland (1807)
- La bataille d'Orthez (1814)
- La Bataille de Waterloo (1815)

## À voir aussi
- Kriegspiel

## Sources et bibliographie
- Magazine Pc4War (numéros 29, 30, 35)